# Semana de Lavalleja

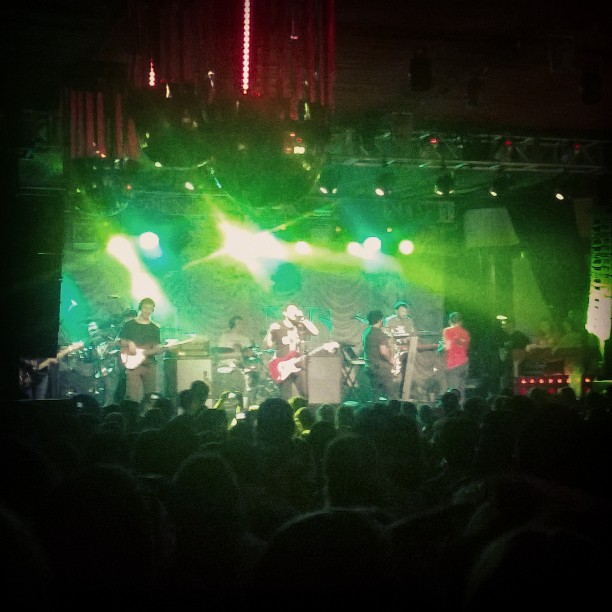
Espectáculo en la Semana de Lavalleja

La Semana de Lavalleja se realiza en octubre en la ciudad uruguaya de Minas, en el departamento de Lavalleja.
Esta actividad es uno de los eventos turísticos más importantes de Uruguay. Se realiza en octubre desde el año 1971.
Se realizaba en parque Rodó  de Minas en el departamento de Lavalleja. A partir de 2014, en la 43.ª edición de la misma se realiza en el Parque Rodó de Minas y la Noche de los Fogones en el Cerro Artigas.

## Espectáculos
En él han actuado diversos artistas como el Pepe Guerra, Rubén Rada, Agarrate Catalina, Los Nocheros, Luciano Pereyra, Soledad, No Te Va Gustar, La Vela Puerca, Valeria Lynch y Abel Pintos entre otros.

## Stands
En el entorno del parque se instalaban  más de  250 stands, plaza de comida y un parque de diversiones.
Trasladándose al Parque Rodó,en la 43.ª edición al  ruedo del mismo creándose  un escenario digno de los escenarios de grandes artistas de nivel internacional.